# メモアール・ド・パリ
グランド・ショー『メモアール・ド・パリ』は宝塚歌劇団によって制作された舞台作品。花組公演。宝塚・東京は16場。作・演出は小原弘稔。併演作は『微風のマドリガル』。

## 公演期間と公演場所
- 1986年1月1日 - 2月11日　宝塚大劇場[1]
- 1986年4月3日 - 4月29日　東京宝塚劇場[2]
- 1986年9月6日 - 9月23日　地方公演[3]（9月6日・一宮、7日・瀬戸、9日・町田、10日・焼津、11日・豊田、13日・宇都宮、14日・習志野、15日・甲府、16日・武蔵野、18日・藤沢、19日・調布、21日・二戸、23日・越谷）

## スタッフ（1986年 宝塚・東京）
※氏名の後ろに「宝塚」「東京」の文字がなければ両劇場共通
- 作曲・編曲：吉崎憲治
- 編曲・合唱指導：橋本和明
- 音楽指揮：橋本和明（宝塚）、伊沢一郎（東京）
- 歌唱指導：深緑夏代
- 振付：羽山紀代美・山田卓・家城比呂志・ジム・クラーク
- 装置：石浜日出雄・関谷敏昭
- 衣装：任田幾英
- 照明：今井直次
- 小道具：万波一重
- 効果：中屋民生
- 音響監督：松永浩志
- 演出助手：小池修一郎
- 舞台進行：川口俊一
- 制作：田中拓助
- 製作担当：横山美次（東京）

## 主な配役（1986年 宝塚）
※出典は宝塚歌劇80年史を参考にした。
- パリジャン①、歌う青年と紳士、ヴァイオリン弾き - 高汐巴
- パリジャン②、モヴェ・ギャルソン、踊るムッシュ、泥棒紳士 - 大浦みずき
- パリジェンヌ、マドモアゼル、淑女、エトワール - 秋篠美帆
- パリジャンA、青年A、侍女 - 朝香じゅん
- 歌うパリジェンヌ、歌うムッシュ - 宝純子
- パリジェンヌ、マダム、エトワール - 美野真奈
- 踊る男、踊る娘 - 真汐ちなみ
- ウエイトレス、踊る女 - 真桐彩
- オレンジ泥棒、侍女、青年 - 瀬川佳英
- パリジェンヌA、令嬢 - ひびき美都
- 侍女、踊る青年 - 幸和希
- 娘A - 梢真奈美

### 東京の変更点
第1場A・B　プロローグ
- 歌うパリジェンヌ - 青柳有紀

第3場　モンマルトル
- オレンジ泥棒 - 幸和希
- 街の男A - 真矢みき
- 街の女A - 峰丘奈知

第4場　モンマルトルのカフェ
- ウエイトレス - 瀬川佳英

第7場　アベニュー
- 踊る女 - 星邑礼緒

第9場　ミュージック・ホール
- 歌うマダム - 月丘千景

第11場　5月のパリが好き
- 歌う淑女A - 青柳有紀

第16場A・B　グランド・フィナーレ
- 踊る娘② - 御織ゆみ乃
- 歌うエトワール - 峰丘奈知